# Rheumaptera latifasciata
Rheumaptera latifasciata là một loài bướm đêm trong họ Geometridae.